# 爆笑!!マイスタ
『爆笑!!マイスタ』（ばくしょう マイスタ）は、1981年3月30日から同年6月26日まで一部日本テレビ系列局で放送されていた日本テレビ製作のバラエティ番組である。日本テレビ旧本社の南本館1階にあった初代マイスタジオからの生放送。放送時間は毎週月曜 - 金曜 17:10 - 17:30 （日本標準時）。

## 概要
前番組『タウン5』の流れを汲んだ番組で、同様に月曜から金曜までの帯で放送されていた。また、同番組から引き続き日本テレビエンタープライズが番組制作を請け負っていた。レギュラー陣については一新されており、福留功男に替わって出門英とB&Bが司会を務めていた（ともに隔日出演）。
番組は主に、クイズ・ゲーム・告知などのバラエティ企画を日替わりで実施していた。番組後半には番組宣伝と天気予報を行い、エンディングへ繋げていた。毎回ではなかったが、歌手をゲストに呼んで持ち歌を披露してもらうコーナーもあった。

## 出演者

### 司会
- 出門英 - 月曜・水曜・金曜担当。
- 島田洋七（B&B） - 火曜・木曜担当。
- 島田洋八（B&B） - 火曜・木曜担当。

### アシスタント
- 和田明美
- この他にも番組宣伝担当の女性アシスタントが1人いた。

### 天気予報キャスター
- 菅家ゆかり（当時日本テレビアナウンサー）
- 小池裕美子（当時日本テレビアナウンサー）
- ほか、日本テレビの女性アナウンサーたちが交代で担当。

## 放送局
- 日本テレビ
- テレビ新潟 - 番組開始2日後の1981年4月1日に開局したが、開局前のサービス放送で初回から番組をネットしていた[1]。また、開局当時の番組表が載ったチラシの『爆笑ヒット大進撃!!』の欄には、この番組の出演者が記されていた。
- 読売テレビ - 1981年4月12日から10月3日。毎週土曜0:25〜0:40(金曜深夜) ※週1回のみ前週放送分の遅れネット。

| 日本テレビ 平日17:10枠                   | 日本テレビ 平日17:10枠                           | 日本テレビ 平日17:10枠                              |
| 前番組                                   | 番組名                                           | 次番組                                              |
| ---------------------------------------- | ------------------------------------------------ | --------------------------------------------------- |
| タウン5 （1979年4月2日 - 1981年3月27日） | 爆笑!!マイスタ （1981年3月30日 - 1981年6月26日） | マイスタ芸能ワイド （1981年6月29日 - 1982年4月2日） |